# Маріос Франгуліс
Маріос Франгуліс (грец. Μάριος Φραγκούλης, 18 грудня 1966, Родезія, Зімбабве) — грецький оперний співак, тенор. Співає п'ятьма мовами, якими, крім того, вільно володіє: італійською, іспанською, англійською, французькою та грецькою.

## Біографія
Народився в Родезії у родині греків. Коли йому було чотири роки, родина переїхала до Афін, де він жив з сестрою своєї матері та її чоловіком. У 8-річному віці почав виступати з місцевим хором, і з 11 — у виставі музичної школи «Йосиф та його дивовижний кольоровий одяг» Ендрю Ллойда Веббера.
На першому етапі музичної освіти Фрагуліс зосередився на скрипці. У 1984 році він закінчив консерваторію також за класом скрипки й вирушив до Лондона. Там він вступив у Школу музики та драми «Guildhall», з'являючись на лондонській сцені як актор співу. У 1989 році отримав стипендію оперних співаків імені Марії Каллас. Це дозволило йому навчатися в Академії Верді в Буссето під керівництвом Карло Бергонці. Він продовжив навчання в Римі під керівництвом Альфредо Крауса, а потім у Нью-Йорку в Джульярдській школі.
У 1991 році Франгуліс був запрошений А. Л. Веббером співати на роль Рауля у мюзиклі «Привид опери» в постановці Театру Її Величності в Лондоні. У тому ж році він співав на концерті Серенади для принцеси на дні народження принцеси Діани. У липні 2000 року став першим грецьким співаком, який співав на сцені Ла Скала. Його кар'єра різко пішла вгору 2004 року, коли він був головною зіркою концерту Нового року в Афінах і відбувся його виступ на відкритті Олімпійських ігор. З 2005 року регулярно виконує ролі на сцені великих американських театрів, в основному в репертуарі мюзиклів.

## Дискографія
- 1999: Fengari Erotevmeno (Sony Music)
- 2000: Acropolis Concert (Sony Music)
- 2002: Sometimes I dream (Sony Classical)
- 2004: Follow Your Heart (Sony Classical)
- 2007: Amore Oscuro (Sony BMG)
- 2008: Mario and Friends (Sony BMG)